# Marianna Wróblewska
Marianna Wróblewska (ur. 20 listopada 1943 w Lipówce) – polska wokalistka jazzowa.

## Kariera
Była laureatką tzw. „Złotej dziesiątki” II Festiwalu Młodych Talentów w Szczecinie w 1963. Współpracowała ze studiem piosenki Pagartu. W 1974 na Coupe d'Europe w Villach wspólnie z Anną Jantar i duetem Andrzej i Eliza zdobyli III nagrodę. Brała udział w festiwalu Jazz nad Odrą i w 1968 roku zajęła pierwsze miejsce jako wokalistka jazzowa. Występowała z Mieczysławem Koszem, Zbigniewem Namysłowskim, Włodzimierzem Nahornym. Współpracowała z zespołami Bizony, SBB, Old Timers, PARADOX, Rama 111, Swing Workshop Wojtka Kamińskiego. Koncertowała w ZSRR, NRD, RFN, USA, Finlandii, Szwecji, Szwajcarii, Syrii, Bułgarii i na Węgrzech. W latach 90 i wczesnych 2000 współpracowała z polskimi klubami, takimi jak: Blue Note, Piwnica pod Baranami, Cicha Kobieta, Tygmont, gdzie dyrektorem był Marek Karewicz.
Wzięła udział w II edycji jazzowego spektaklu „Śpiewając Jazz” w reżyserii Zbigniewa Dzięgiela, którego premiera miała miejsce na Festiwalu Jazz Jamboree w listopadzie 2009 w Teatrze Polonia w Warszawie. Tam na scenie towarzyszyli jej: Beata Przybytek i Maciej Zakościelny.
Od roku 2018 artystka realizuje głównie koncerty kameralne we współpracy z takimi miejscami jak Kalinowe Serce, czy Mazurkas Travel. Grywa również na scenach lokalnych instytucji kulturalnych. W 2018 roku zrealizowała koncert podczas XXXIII Forum Humanum Mazurkas, gdzie wystąpiła z Włodzimierzem Nahornym i Stanisławem Soyką. W 2021 roku rozpoczęła współpracę z młodą wokalistką Julią Pucis, z którą zaaranżowała w duecie dwa standardy jazzowe Fever i Summertime. Premiera duetów miała miejsce podczas 18go Sympozjonu w Mazurkasie, który odbył się z okazji jubileuszu pracy artystycznej Marianny Wróblewskiej, Włodzimierza Nahornego i Wojciecha Kamińskiego w kwietniu 2023.

## Dyskografia
- 1972 Sound of Marianna Wróblewska
- 1973 Byle bym się zakochała
- 1978 Feelings of Marianna Wróblewska
- 1980 Odpowiednia dziewczyna
- 1988 Privilege
- 1990 Wieczór samotnych pań

## Nagrody i wyróżnienia
- I nagroda na II Ogólnopolskim Festiwalu Młodych Talentów w Szczecinie (1963)
- I nagroda na Festiwalu Jazz nad Odrą (1968)
- Srebrny Medal „Zasłużony Kulturze Gloria Artis” (2018)[2]